# 道格·費斯特
道格拉斯·懷爾德·費斯特（英語：Douglas Wildes Fister，1984年2月4日—），為美國職棒大聯盟的投手，生涯曾效力過水手、老虎、國民、太空人、紅襪和遊騎兵等隊。

## 職業生涯

### 西雅圖水手

#### 2009年

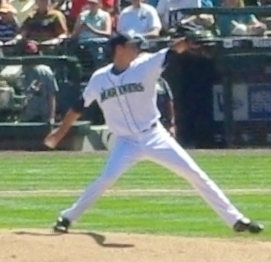
2009年的費斯特

這年費斯特從2A出發，並在季中升上3A。他在3A拿下6勝4敗，防禦率3.81。
8月8日，費斯特登上大聯盟。而Jason Vargas也被下放3A來清出空間給費斯特。
8月11日，費斯特進行生涯首場先發，不過吞下敗投。8月16日，他成功拿下大聯盟首勝。該年他拿下3勝4敗，防禦率4.13。

#### 2010年
這年費斯特擔任球隊春訓開幕戰先發投手。他和Garrett Olson、Luke French與Jason Vargas都在爭奪第五號先發位置，最終費斯特和Vargas勝出。4月19日，他面對金鶯隊投出7局無安打。這年水手隊雖然僅拿下61勝101敗，寫下隊史繼1983年來最差戰績。不過西雅圖郵訊報仍高度讚賞費斯特和Vargas的表現，認為這兩位投手若沒有發揮應有水準，水手恐怕會寫下隊史最慘戰績。

#### 2011年
這年費斯特勝任水手隊的3號先發，排在費利克斯·赫南德茲和Jason Vargas之後。

### 底特律老虎

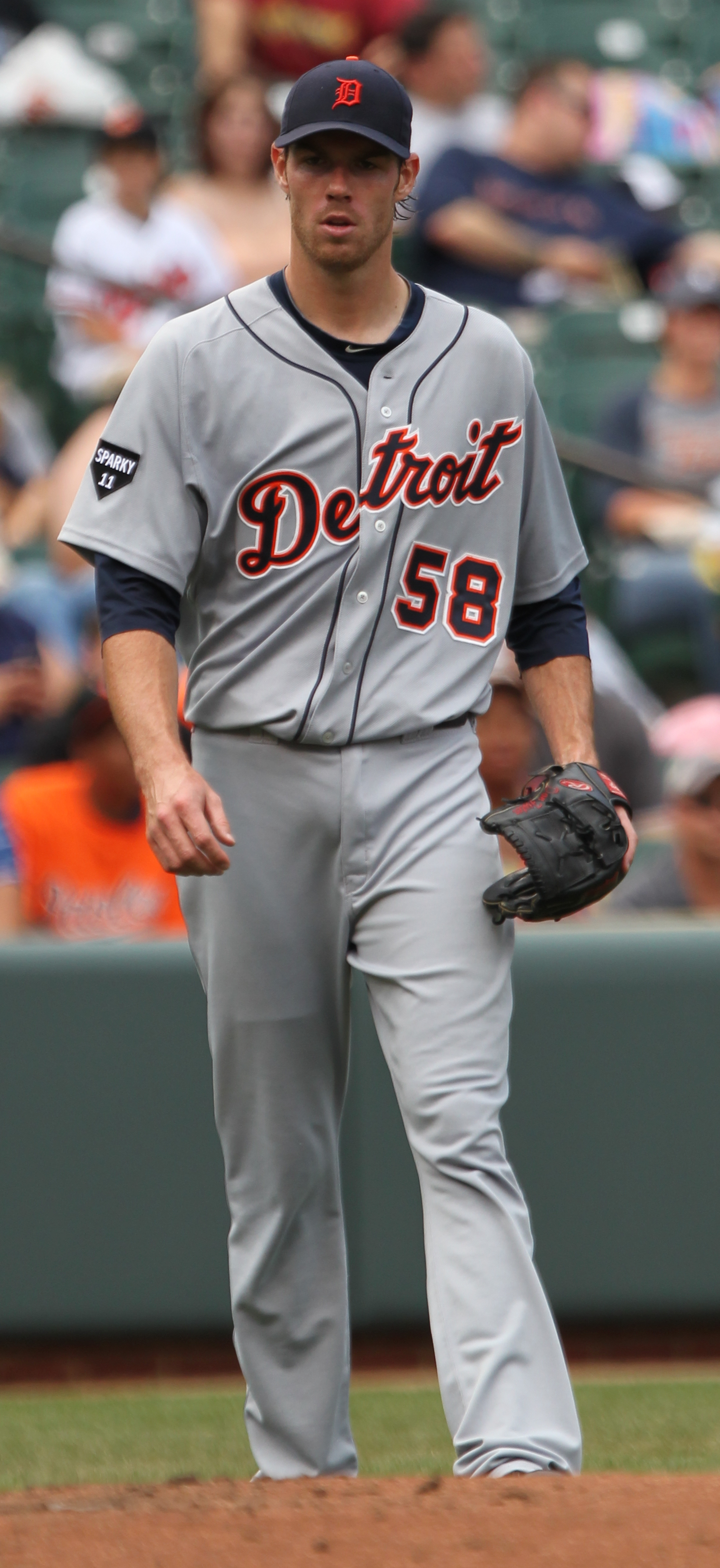
2011年的費斯特

2011年7月30日，水手將費斯特和David Pauley交易到老虎，換來Casper Wells、Charlie Furbush、Francisco Martinez和一名日後指定球員。8月17日，老虎將Chance Ruffin送往水手以完成交易。
在交易前，費斯特的成績只有3勝12敗，防禦率3.33。在來到老虎之後，費斯特拿下8勝1敗，防禦率僅1.79。整年他拿下11勝13敗，防禦率2.84為美聯第四佳。他在9月還拿下5勝0敗，防禦率0.53，強勢拿下美聯單月最佳投手。
2011年美國聯盟分區賽，費斯特在第五戰奪勝，幫助老虎3勝2敗打敗洋基。2011年美國聯盟冠軍賽，費斯特在第三戰奪勝。不過老虎最終以2勝4敗輸給遊騎兵，無緣挺進世界大賽。

#### 2012年
費斯特在4月7日的先發就因傷退場，並很快進入傷兵名單。9月22日，費斯特投出生涯首場完封勝。他也在9月27日達成連續三次9人次的美聯紀錄。該年他拿下10勝10敗，防禦率3.45。
2012年美國聯盟分區賽，費斯特在第二戰主投7局失2分無關勝敗。2012年美國聯盟冠軍賽，費斯特在首戰主投6.1局無失分，但依舊無關勝敗。2012年世界大賽第二戰，費斯特在2局下被強襲球擊中頭部，但他仍力撐6局僅失1分。不過老虎最終還是遭到巨人橫掃。

#### 2013年
這年費斯特以健康狀態回歸，整季先發32場，拿下生涯新高的14勝，防禦率3.67。
2013年美國聯盟分區賽，費斯特在第四戰先發，他主投6局失3分。不過老虎在7、8兩局拿下5分逆轉，最後以3勝2敗逆轉擊敗運動家。2013年美國聯盟冠軍賽，費斯特在第四戰先發6局失1分奪勝。
費斯特在這年與馬克·柏利及R·A·迪奇爭奪投手金手套獎，最終由柏利勝出。此外，這年他還以23次接殺成為美聯投手最多。

### 華盛頓國民
2013年12月2日，老虎隊將費斯特交易到國民隊，換來羅比·瑞伊、Ian Krol和Steve Lombardozzi。
春訓期間，費斯特因為受傷錯過開季。他在5月9日僅投4.1局便狂失5分，不過他在下場先發主投7局僅失1分。該年他拿下16勝6敗，防禦率2.41。2015年，費斯特拿下5勝7敗，防禦率4.19。

### 休士頓太空人

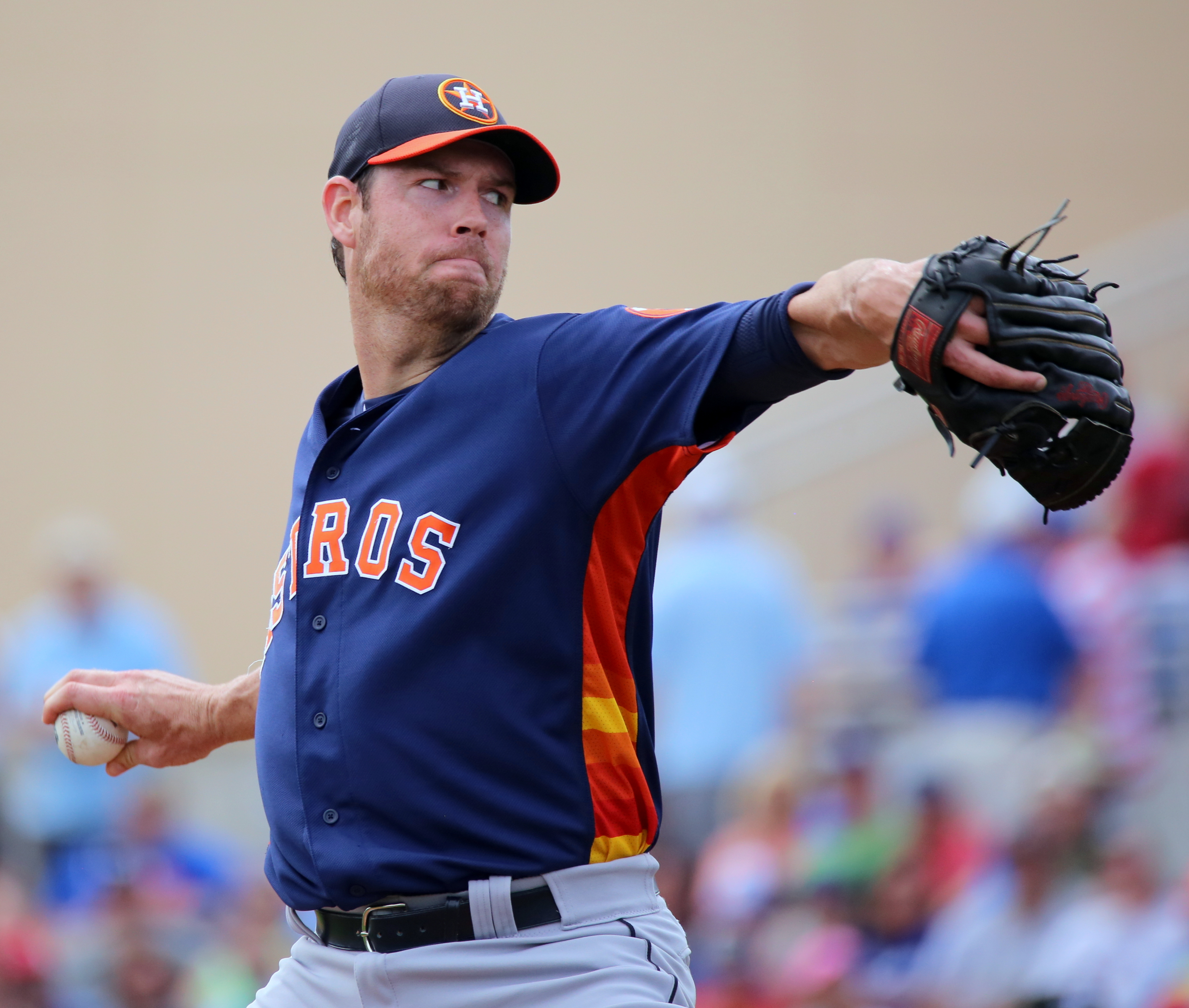
2016年的費斯特

2016年1月28日，費斯特和太空人簽下1年700萬美元的合約。他在球季結束後成為自由球員。

### 洛杉磯天使
2017年5月20日，費斯特和天使隊簽下小聯盟合約。6月21日，他跳脫合約被放進讓渡名單內。

### 波士頓紅襪
2017年6月23日，費斯特加入紅襪隊。他在紅襪隊初先發主投6局失3分吞敗。8月22日，他在面對印地安人隊被法蘭西斯科·林多爾敲出首打席全壘打。不過他最終連續解決後面27名打者，完成完投9局1安打的創舉。

### 德州遊騎兵
2017年11月28日，費斯特和遊騎兵簽下1年400萬美元的合約。2019年2月13日，費斯特宣布正式退休。

## 個人生活
費斯特目前已婚，並育有2女。

## 生涯投球數據
| 勝投 | 敗投 | 防禦率 | 出賽場次 | 先發 | 救援成功 | 投球局數 | 安打 | 失分 | 自責分 | 全壘打 | 保送 | 三振 | 暴投 | 觸身球 |
| ---- | ---- | ------ | -------- | ---- | -------- | -------- | ---- | ---- | ------ | ------ | ---- | ---- | ---- | ------ |
| 83   | 92   | 3.72   | 242      | 226  | 1        | 1422.1   | 1456 | 655  | 588    | 140    | 332  | 970  | 39   | 72     |

## 外部連結
- 球員資訊和成績在MLB，ESPN，Baseball-Reference，Fangraphs（英文）
- 道格·費斯特的X（前Twitter）
- 道格·費斯特在台灣棒球維基館上的頁面（繁體中文）